# Thecla candidus
Thecla candidus är en fjärilsart som beskrevs av Druce 1907. Thecla candidus ingår i släktet Thecla och familjen juvelvingar. Inga underarter finns listade i Catalogue of Life.